# Pop Secret Microwave Popcorn 400
Pop Secret Microwave Popcorn 400 var ett Nascar-lopp som kördes på ovalbanan Rockingham Speedway i Rockingham i North Carolina 1965-2003. Pop Secret Microwave Popcorn 400 var ett av två cup-lopp som årligen kördes på Rockingham Speedway, det andra var Subway 400.
Rockingham Speedway fick sitt nuvarande namn efter det att cup-serien lämnat banan. Tidigare namn på banan var North Carolina Motor Speedway (1965–96) och North Carolina Speedway (1997–2007).

## Tidigare namn
- American 500 (1965–1981)
- Walter W. Hodgdon American 500 (1982–1984)
- Nationwise 500 (1985–1986)
- AC Delco 500 (1987–1994)
- AC Delco 400 (1995–1998)
- Pop Secret Microwave Popcorn 400 (1999–2003)

## Vinnare genom tiderna
| Säsong | Datum       | Nr | Förare            | Team                         | Konstruktör | Distans | Distans           | Tid     | Snitthastighet (mph) | Rapport | Ref    |
| Säsong | Datum       | Nr | Förare            | Team                         | Konstruktör | Varv    | Miles (km)        | Tid     | Snitthastighet (mph) | Rapport | Ref    |
| ------ | ----------- | -- | ----------------- | ---------------------------- | ----------- | ------- | ----------------- | ------- | -------------------- | ------- | ------ |
| 1965   | 31 oktober  | 41 | Curtis Turner     | Wood Brothers Racing         | Ford        | 500     | 500 (804,672)     | 4:54.17 | 101,942              | Rapport | [ 1 ]  |
| 1966   | 30 oktober  | 28 | Fred Lorenzen     | Holman-Moody                 | Ford        | 500     | 500 (804,672)     | 4:47.30 | 104,348              | Rapport | [ 2 ]  |
| 1967   | 29 oktober  | 11 | Bobby Allison     | Holman-Moody                 | Ford        | 500     | 500 (804,672)     | 5:04.49 | 98,42                | Rapport | [ 3 ]  |
| 1968   | 27 oktober  | 43 | Richard Petty     | Petty Enterprises            | Plymouth    | 500     | 500 (804,672)     | 4:45.33 | 105,06               | Rapport | [ 4 ]  |
| 1969   | 26 oktober  | 98 | LeeRoy Yarbrough  | Junior Johnson & Associates  | Ford        | 492     | 500,364 (805,257) | 4:28.12 | 111,938              | Rapport | [ 5 ]  |
| 1970   | 15 november | 21 | Cale Yarborough   | Wood Brothers Racing         | Mercury     | 492     | 500,364 (805,257) | 4:14.24 | 117,811              | Rapport | [ 6 ]  |
| 1971   | 24 oktober  | 43 | Richard Petty     | Petty Enterprises            | Plymouth    | 492     | 500,364 (805,257) | 4:24.43 | 113,405              | Rapport | [ 7 ]  |
| 1972   | 22 oktober  | 12 | Bobby Allison     | Richard Howard               | Chevrolet   | 492     | 500,364 (805,257) | 4:13.49 | 118,275              | Rapport | [ 8 ]  |
| 1973   | 21 oktober  | 21 | David Pearson     | Wood Brothers Racing         | Mercury     | 492     | 500,364 (805,257) | 4:14.57 | 117,749              | Rapport | [ 9 ]  |
| 1974   | 20 oktober  | 21 | David Pearson     | Wood Brothers Racing         | Mercury     | 492     | 500,364 (805,257) | 4:13.21 | 118,493              | Rapport | [ 10 ] |
| 1975   | 19 oktober  | 11 | Cale Yarborough   | Junior Johnson & Associates  | Chevrolet   | 492     | 500,364 (805,257) | 4:09.54 | 120,129              | Rapport | [ 11 ] |
| 1976   | 24 oktober  | 43 | Richard Petty     | Petty Enterprises            | Dodge       | 492     | 500,364 (805,257) | 4:15.01 | 117,718              | Rapport | [ 12 ] |
| 1977   | 23 oktober  | 1  | Donnie Allison    | Ellington Racing             | Chevrolet   | 492     | 500,364 (805,257) | 4:24.18 | 113,584              | Rapport | [ 13 ] |
| 1978   | 22 oktober  | 11 | Cale Yarborough   | Junior Johnson & Associates  | Oldsmobile  | 492     | 500,364 (805,257) | 4:15.58 | 117,288              | Rapport | [ 14 ] |
| 1979   | 21 oktober  | 43 | Richard Petty     | Petty Enterprises            | Chevrolet   | 492     | 500,364 (805,257) | 4:37.04 | 108,356              | Rapport | [ 15 ] |
| 1980   | 19 oktober  | 11 | Cale Yarborough   | Junior Johnson & Associates  | Chevrolet   | 492     | 500,364 (805,257) | 4:22.59 | 114,159              | Rapport | [ 16 ] |
| 1981   | 1 november  | 11 | Darrell Waltrip   | Junior Johnson & Associates  | Buick       | 492     | 500,364 (805,257) | 4:39.32 | 107,399              | Rapport | [ 17 ] |
| 1982   | 31 oktober  | 11 | Darrell Waltrip   | Junior Johnson & Associates  | Buick       | 492     | 500,364 (805,257) | 4:20.47 | 115,122              | Rapport | [ 18 ] |
| 1983   | 30 oktober  | 44 | Terry Labonte     | Billy Hagan                  | Chevrolet   | 492     | 500,364 (805,257) | 4:11.36 | 119,324              | Rapport | [ 19 ] |
| 1984   | 21 oktober  | 9  | Bill Elliott      | Melling Racing               | Ford        | 492     | 500,364 (805,257) | 4:26.35 | 112,617              | Rapport | [ 20 ] |
| 1985   | 20 oktober  | 11 | Darrell Waltrip   | Junior Johnson & Associates  | Chevrolet   | 492     | 500,364 (805,257) | 4:13.40 | 118,344              | Rapport | [ 21 ] |
| 1986   | 19 oktober  | 12 | Neil Bonnett      | Junior Johnson & Associates  | Chevrolet   | 492     | 500,364 (805,257) | 3:57.33 | 126,381              | Rapport | [ 22 ] |
| 1987   | 25 oktober  | 9  | Bill Elliott      | Melling Racing               | Ford        | 492     | 500,364 (805,257) | 4:13.52 | 118,258              | Rapport | [ 23 ] |
| 1988   | 23 oktober  | 27 | Rusty Wallace     | Blue Max Racing              | Pontiac     | 492     | 500,364 (805,257) | 4:29.07 | 111,557              | Rapport | [ 24 ] |
| 1989   | 22 oktober  | 6  | Mark Martin       | Roush Racing                 | Ford        | 492     | 500,364 (805,257) | 4:23.10 | 114,079              | Rapport | [ 25 ] |
| 1990   | 21 oktober  | 7  | Alan Kulwicki     | AK Racing                    | Ford        | 492     | 500,364 (805,257) | 3:57.25 | 126,452              | Rapport | [ 26 ] |
| 1991   | 20 oktober  | 28 | Davey Allison     | Robert Yates Racing          | Ford        | 492     | 500,364 (805,257) | 3:55.51 | 127,292              | Rapport | [ 27 ] |
| 1992   | 25 oktober  | 42 | Kyle Petty        | SABCO Racing                 | Pontiac     | 492     | 500,364 (805,257) | 3:49.37 | 130,748              | Rapport | [ 28 ] |
| 1993   | 24 oktober  | 2  | Rusty Wallace     | Penske Racing                | Pontiac     | 492     | 500,364 (805,257) | 4:23.16 | 114,036              | Rapport | [ 29 ] |
| 1994   | 23 oktober  | 3  | Dale Earnhardt    | Richard Childress Racing     | Chevrolet   | 492     | 500,364 (805,257) | 3:57.30 | 126,408              | Rapport | [ 30 ] |
| 1995   | 22 oktober  | 22 | Ward Burton       | Bill Davis Racing            | Pontiac     | 393     | 399,681 (643,224) | 3:28.56 | 114,778              | Rapport | [ 31 ] |
| 1996   | 20 oktober  | 10 | Ricky Rudd        | Rudd Performance Motorsports | Ford        | 393     | 399,681 (643,224) | 3:16.03 | 122,32               | Rapport | [ 32 ] |
| 1997   | 27 oktober  | 43 | Bobby Hamilton    | Petty Enterprises            | Pontiac     | 393     | 399,681 (643,224) | 3:17.00 | 121,73               | Rapport | [ 33 ] |
| 1998   | 1 november  | 24 | Jeff Gordon       | Hendrick Motorsports         | Chevrolet   | 393     | 399,681 (643,224) | 3:06.44 | 128,423              | Rapport | [ 34 ] |
| 1999   | 24 oktober  | 99 | Jeff Burton       | Roush Racing                 | Ford        | 393     | 399,681 (643,224) | 3:02.55 | 131,103              | Rapport | [ 35 ] |
| 2000   | 22 oktober  | 88 | Dale Jarrett      | Robert Yates Racing          | Ford        | 393     | 399,681 (643,224) | 3:37.11 | 110,418              | Rapport | [ 36 ] |
| 2001   | 4 november  | 33 | Joe Nemechek      | Andy Petree Racing           | Chevrolet   | 393     | 399,681 (643,224) | 3:05.59 | 128,941              | Rapport | [ 37 ] |
| 2002   | 3 november  | 10 | Johnny Benson Jr. | MB2 Motorsports              | Pontiac     | 393     | 399,681 (643,224) | 3:06.35 | 128,526              | Rapport | [ 38 ] |
| 2003   | 9 november  | 9  | Bill Elliott      | Evernham Motorsports         | Dodge       | 393     | 399,681 (643,224) | 3:34.44 | 111,677              | Rapport | [ 39 ] |

### Förare med flera segrar
| Vinster | Förare          | År                     |
| ------- | --------------- | ---------------------- |
| 4       | Richard Petty   | 1968, 1971, 1976, 1979 |
| 4       | Cale Yarborough | 1970, 1975, 1978, 1980 |
| 3       | Darrell Waltrip | 1981–1982, 1985        |
| 3       | Bill Elliott    | 1984, 1987, 2003       |
| 2       | Bobby Allison   | 1967, 1972             |
| 2       | David Pearson   | 1973–1974              |
| 2       | Rusty Wallace   | 1988, 1993             |

### Team med flera segrar
| Vinster | Team                        | År                                             |
| ------- | --------------------------- | ---------------------------------------------- |
| 7       | Junior Johnson & Associates | 1969, 1975, 1978, 1980. 1981, 1982, 1985, 1986 |
| 5       | Wood Brothers Racing        | 1965, 1970, 1973, 1974                         |
| 2       | Holman-Moody                | 1966, 1967                                     |
| 2       | Melling Racing              | 1984, 1987                                     |
| 2       | Roush Racing                | 1989. 1999                                     |
| 2       | Robert Yates Racing         | 2021, 2000                                     |

### Konstruktörer efter antal segrar
| Vinster | Konstruktör | År                                                               |
| ------- | ----------- | ---------------------------------------------------------------- |
| 12      | Ford        | 1965, 1966, 1967, 1969, 1984, 1987, 1989–1991, 1996, 1999, 2000  |
| 11      | Chevrolet   | 1972, 1975, 1977, 1979, 1980, 1983, 1985, 1986, 1994, 1998, 2001 |
| 6       | Pontiac     | 1988, 1992, 1993, 1995, 1997, 2002                               |
| 3       | Mercury     | 1970, 1973–1974                                                  |
| 2       | Plymouth    | 1968, 1971                                                       |
| 2       | Buick       | 1981–1982                                                        |
| 2       | Dodge       | 1976, 2003                                                       |